# Basilica palatina di Santa Barbara
La basilica palatina di Santa Barbara è un luogo di culto cattolico di Mantova.

## Storia

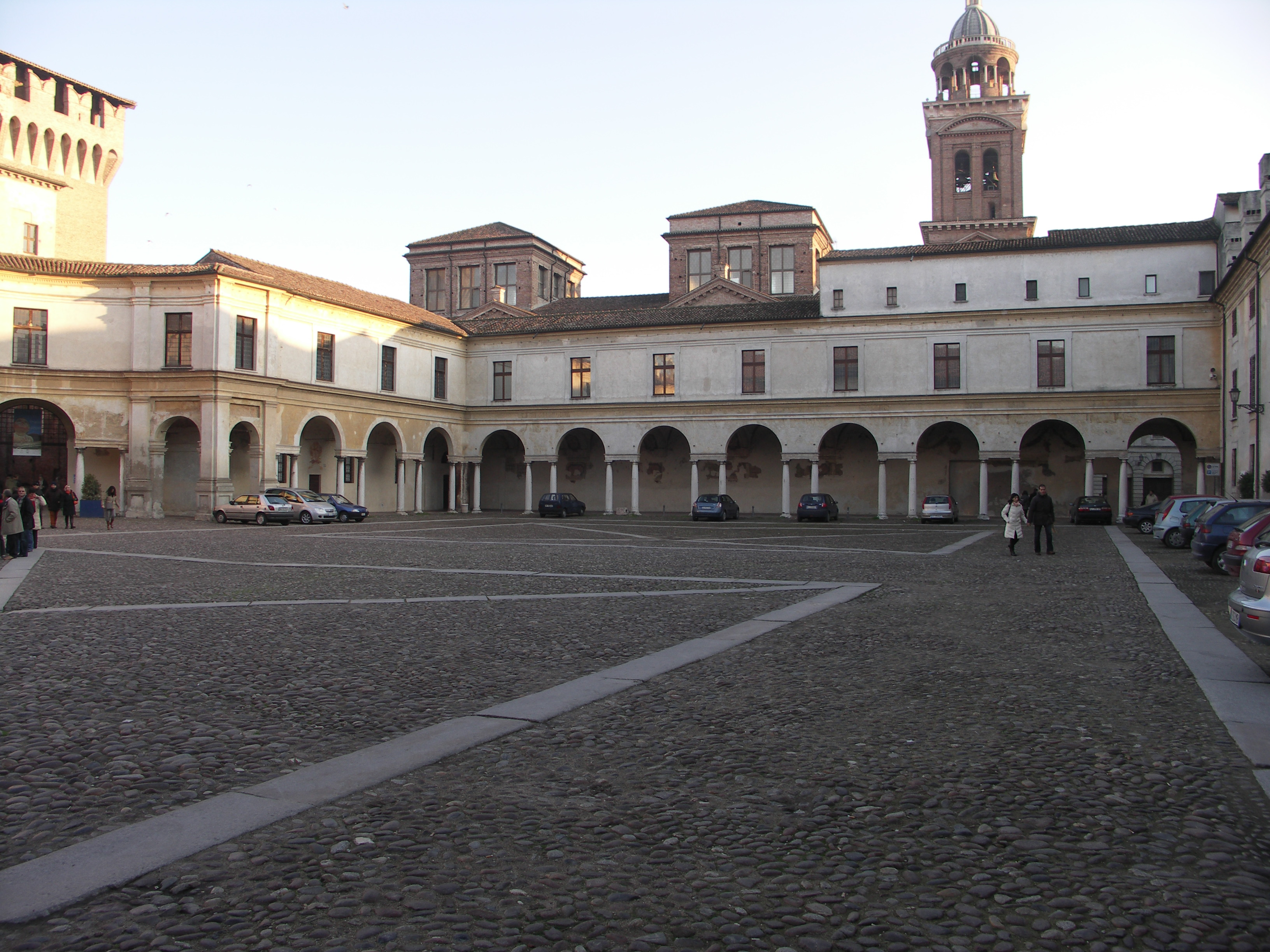
Palazzo Ducale di Mantova: il Prato di Castello e il campanile di Santa Barbara

Costruita su istanza del duca Guglielmo Gonzaga e su progetto dell'architetto mantovano Giovan Battista Bertani, l'opera fu edificata in due fasi, dal 1562 al 1567 e dal 1569 al 1572, e dal 1565 le cerimonie religiose di corte vennero dirette dagli innumerevoli abati. Il collegamento voluto dal duca Guglielmo, tra il palazzo Ducale e la chiesa, fu chiuso alla fine dell’800 . La riapertura del passetto al pubblico è avvenuta il 16 settembre 2018.
Santa Barbara può essere considerata il capolavoro sia del committente sia dell'artefice; dotata dal duca di numerosi privilegi, dell'esenzione dal controllo vescovile, come chiesa palatina, e della possibilità di fregiarsi di un rito proprio, diverso da quello romano, fu pensata come sede delle fastose cerimonie liturgiche corredate da musica sacra di altissimo livello, la vera passione del duca, grazie anche al prezioso organo Antegnati.

Anche dopo la fine del dominio gonzaghesco mantenne i suoi privilegi palatini e, anzi, tra il 1866 e il 1929, il titolo di Abate di S. Barbara di Mantova fu assunto dal Cappellano Maggiore del Re d'Italia (residente peraltro a Firenze e dal 1871 a Roma).
Le forti scosse di terremoto dell'Emilia del 29 maggio 2012 hanno provocato danni al cupolino del campanile della basilica.

## Descrizione

### Arte e architettura

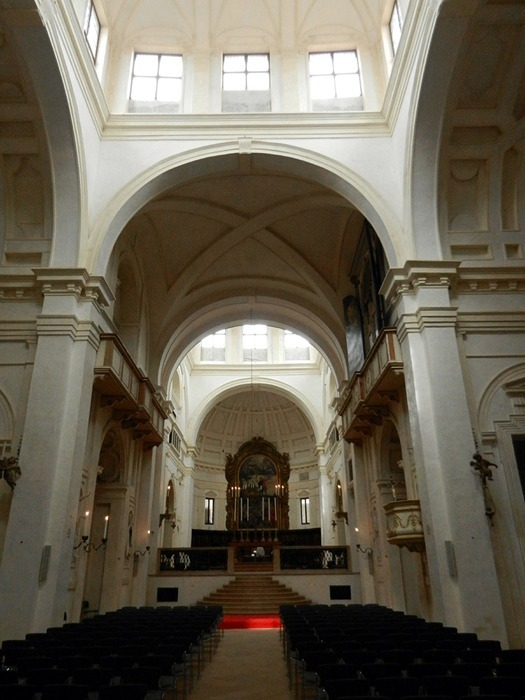
L'interno

La struttura architettonica è decisamente singolare: un impianto centrale, con al centro un tiburio quadrato, è seguito da un profondo presbiterio sopraelevato coperto da un secondo tiburio simile al primo e seguito da una scenografica abside decorata con strani cassettoni intersecantisi. L'impianto longitudinale è quindi costituito dalla somma di due cellule a pianta centrale e dal successivo presbiterio semicircolare, che sovrasta una profonda cripta costituita da uno spazio rettangolare e da un sacrario ovale.  Le paraste sono infatti costituite da semplici fasce prive di base e capitello.
Il campanile in mattoni, sormontato da un singolare tempietto rotondo, è uno degli elementi più caratteristici del panorama urbano di Mantova. Il modello al quale si ispirò l'architetto di corte Giovan Battista Bertani era il tempietto circolare di San Pietro in Montorio del Bramante al quale sostituì il colonnato a trabeazione vitruviana con una loggia serliana nel solco della lezione di Sebastiano Serlio e Andrea Palladio.
All'interno, nei due altari laterali, sono collocate due grandi tele di Lorenzo Costa il Giovane, ideate dallo stesso Giovan Battista Bertani, Il battesimo di Costantino e Il martirio di sant'Adriano. Tra gli altri dipinti, la pala nel presbiterio con Il martirio di santa Barbara di Domenico Brusasorci (1564), L'Annunciazione dipinta su un lato delle ante dell'organo da Fermo Ghisoni, che sull'altro lato raffigurò santa Barbara e san Pietro (1566 circa).

### Organo a canne

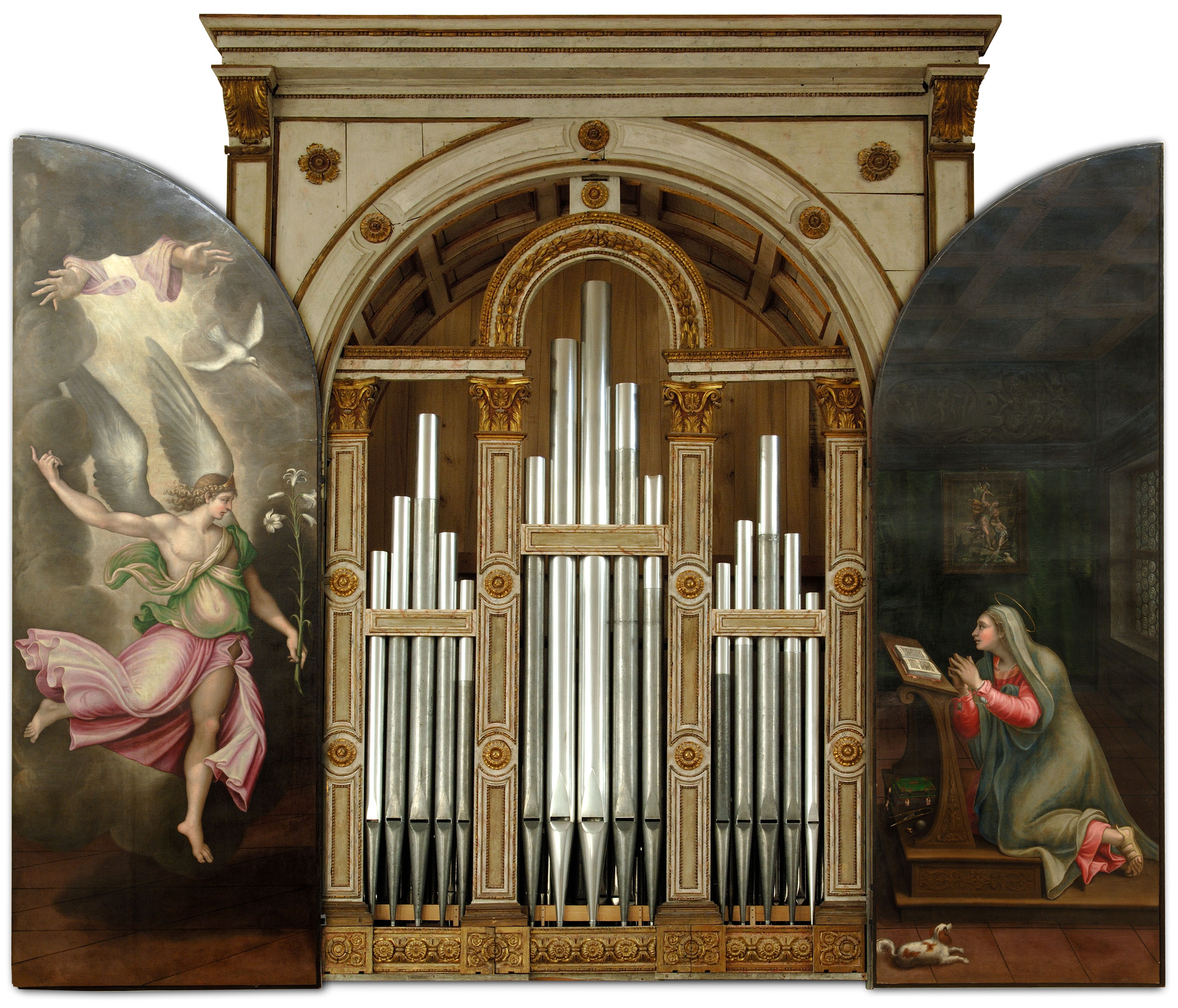
Organo a canne

Nella basilica si trova un organo Antegnati, costruito nel 1565 dall'organaro Graziadio Antegnati e ripristinato durante un restauro nel 1995-2006 da Giorgio Carli di Pescantina. Lo strumento, a tastiera unica e pedaliera a leggio di 17 note costantemente unita alla tastiera, è chiuso in una cassa dorata riccamente intagliata collocata sopra la cantoria in cornu Epistulae. Le canne sono chiuse da due portelle, attribuite a Fermo Ghisoni e raffiguranti sulla parte esterna santa Barbara e san Pietro, su quella interna l'Annunciazione.

## Pantheon dei Gonzaga
Nella basilica palatina trovarono sepoltura importanti componenti della dinastia dei Gonzaga, che vennero alla luce durante alcuni lavori di restauro nel 2007:
- Federico II Gonzaga, primo duca di Mantova;
- Francesco III Gonzaga, secondo duca di Mantova;
- Guglielmo Gonzaga, terzo duca di Mantova;
- Guglielmo Domenico, figlio di Vincenzo I Gonzaga;
- Francesco IV Gonzaga, quinto duca di Mantova;
- Carlo I di Gonzaga-Nevers, ottavo duca di Mantova;
- Ferdinando Carlo di Gonzaga-Nevers, decimo duca di Mantova (solo il cranio, altri resti a San Francesco Grande a Padova[7]).